# سیارک ۱۲۱۴
سیارک ۱۲۱۴ (به انگلیسی: 1214 Richilde، نامگذاری:1932AA) هزار و دویست و چهاردهمین سیارک کشف شده‌است که در ۱ ژانویه ۱۹۳۲ و در هایدلبرگ کشف شد.
قدر مطلق سیارک برابر ۱۰٫۹۰ است.